# مقاطعة إمبرية

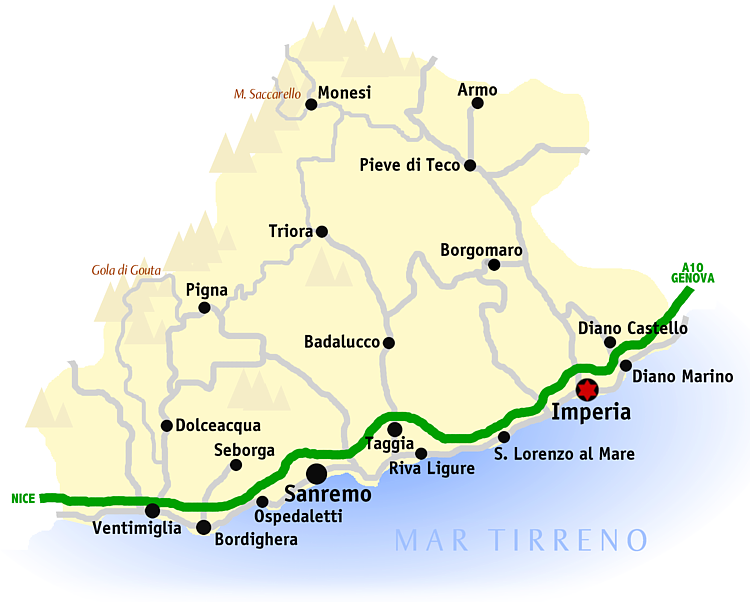
مقاطعة إمبرية

مقاطعة إمبِرية أو إمبِريا أو (نقحرة: إمبيريا) (بالإيطالية: Provincia di Imperia)‏، مقاطعة إيطالية في إقليم لِغُريا، عدد سكانها 217.354 نسمة ومساحتها 1156 كيلومتر مربع وعدد مدنها وبلداتها وقراها 67، ذات طبيعة جبلية وتلالية، والمقاطعة تقع بين جبال الألب إلى الشمال والبحر المتوسط إلى الجنوب. عاصمتها مدينة إمبرية.
تقع إلى شرقيها مقاطعة سفونة حين الحافة الغربية تشكل جزءا من الحدود بين إيطاليا وفرنسا، ويشترك معها في حدودها الشمالية إقليم بيمُنتة عند مقاطعة كونِية. سلسلة الجبال الشمالية من المقاطعة بها عدة قمم أعلى من 1600 م، مع بعض القمم على الحدود الفرنسية أعلى من 2000 م. نطاق التلال يستمر بانخفاض الارتفاع نزولا إلى الساحل باتجاه من الشمال إلى الجنوب عموما، وهذا ما جعل مقاطعة إمبرية سلسلة من التلال والوديان. وكل وادي يميل إلى أن يكون له سيل موسمي خاص، ويوجد وادي واحد يمكن أن يطلق عليه طوال مدار السنة النهر وهو نهر رويا ذو الامتدادات العليا داخل فرنسا.

## أهم المدن
- Sanremo سان ريمو - 57,120 نسمة.
- Imperia إمبرية - 40,440 نسمة.
- Ventimiglia فنتيميليا - 25,396 نسمة.